# Oude Kerk (Spaarndam)
De Oude Kerk is een Nederlandse Hervormde Kerk die is gelegen aan de Kerkplein 3 in Spaarndam. Het is een bakstenen gebouw met langwerpige plattegrond. De kerk dient voor kerkdiensten, concerten en huwelijken.

## Geschiedenis
De pastoor van de Bavokerk gaf in 1327 toestemming een kapelaan aan te stellen voor de kapel te Spaarndam. Dit gebouw stond aan de Westkolk en is in 1517 tijdens plundertochten afgebrand door de huursoldaten van de Hertog van Gelre. Er kwam een grotere kerk. Een zware storm op 12 januari 1626 vernielde deze kerk. In 1627 werd de huidige kerk gebouwd met financiële steun van dorpen en steden van Holland en de Staten van Holland. Het gebouw bleek al snel te klein en in 1663 volgde een vergroting door middel van een noorderdwarsarm. De preekstoel stamt uit 1665. Het balustradeorgel stamt uit 1760. Sinds 1969 is het gebouw een rijksmonument.

## Kerkhof
Naast de kerk bevindt zich een ouderwets kerkhofje. Hier ligt waterbouwkundige en cartograaf Cruquius (1678-1754) begraven.

## Foto's

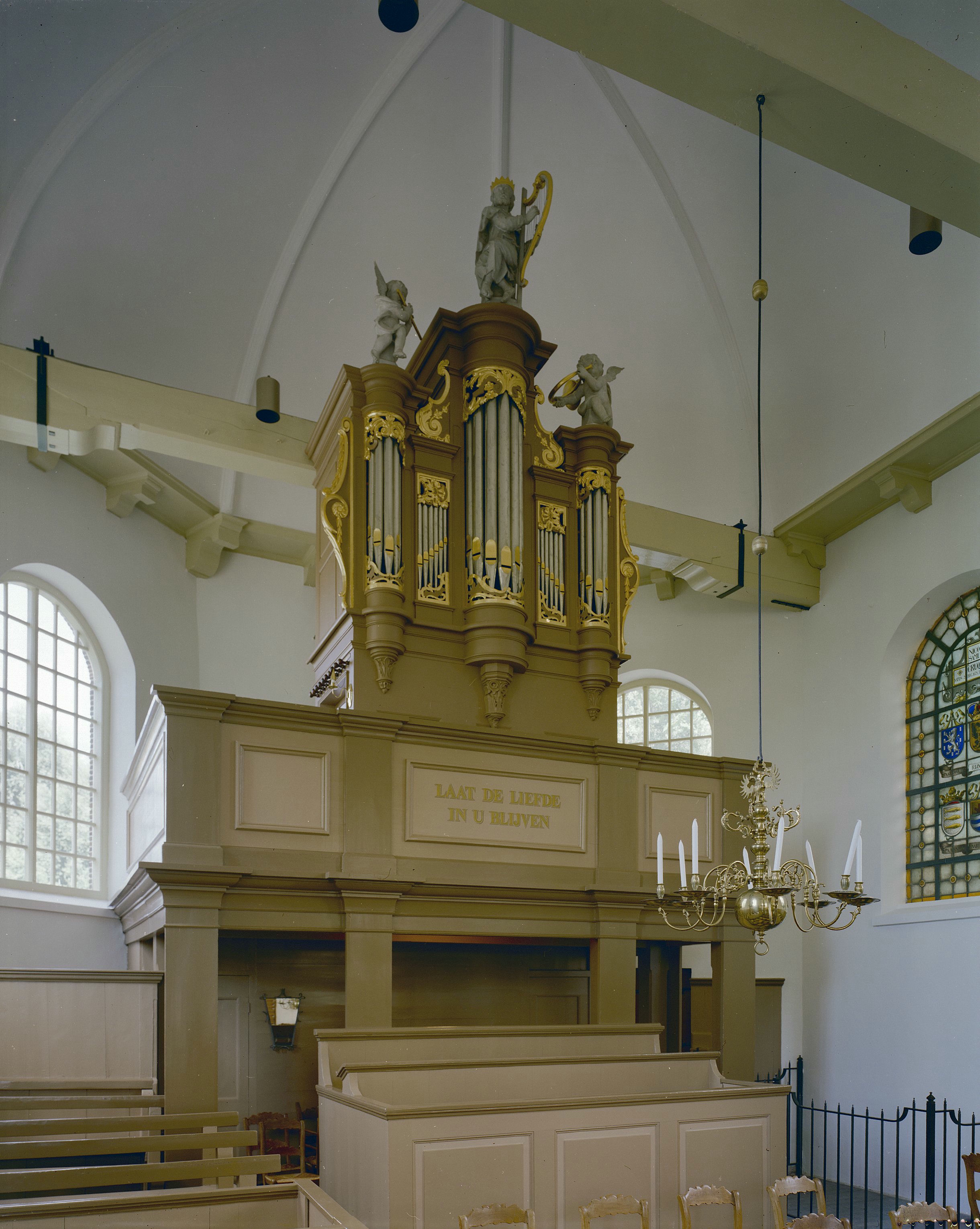
Orgel
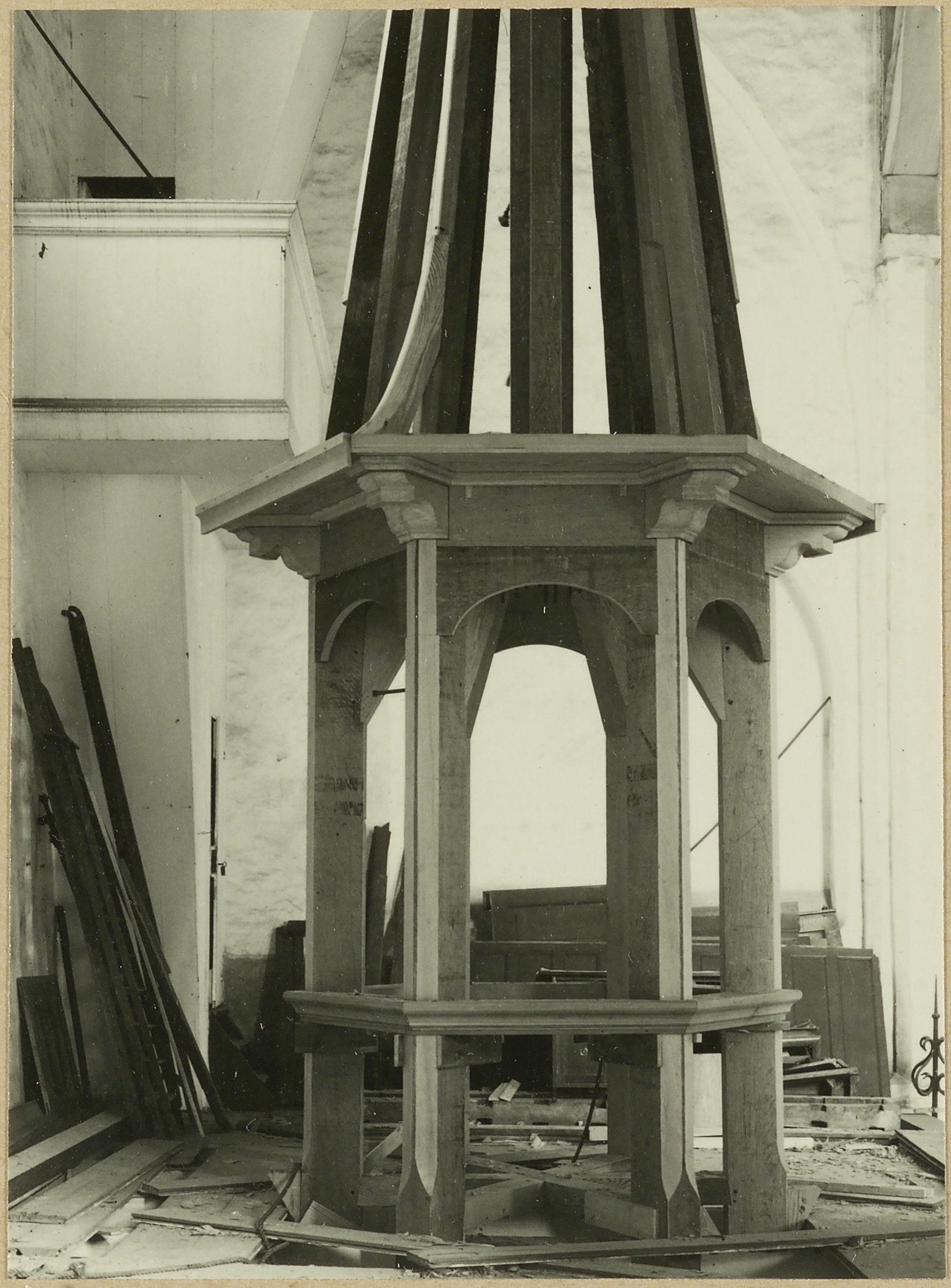
Dakruiter tijdens restauratie in 1940
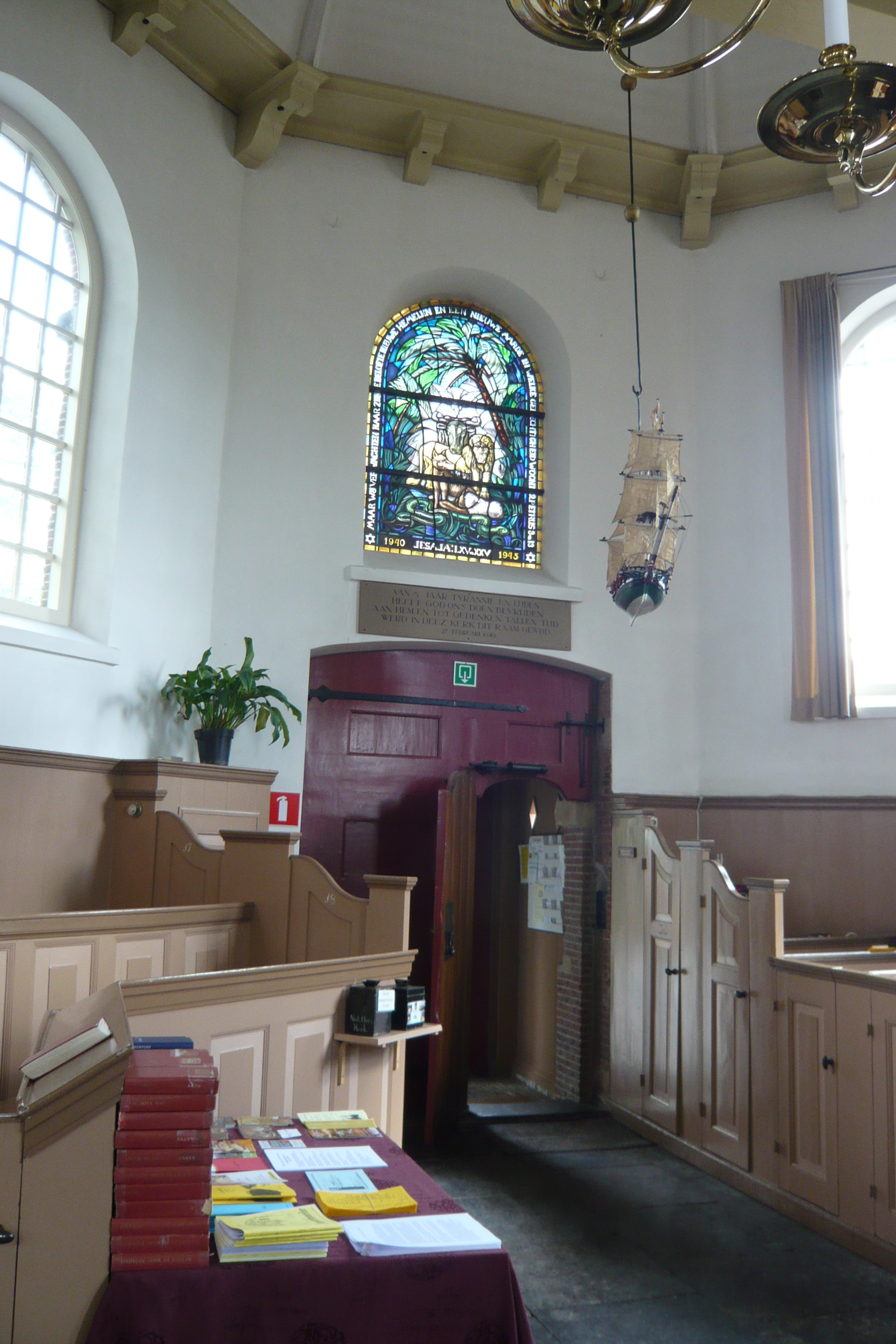
Kerkraam
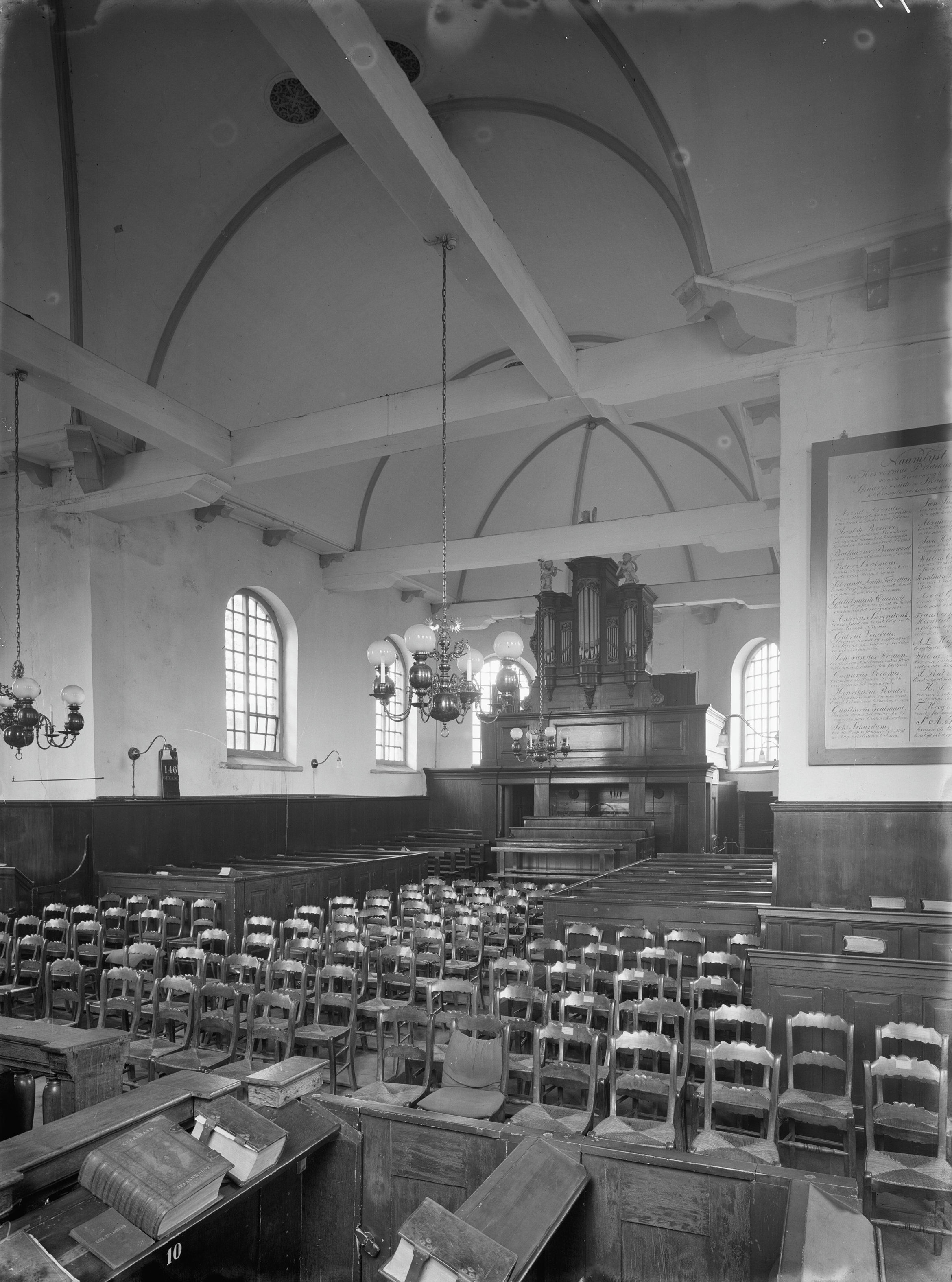
Interieur naar het noord-westen
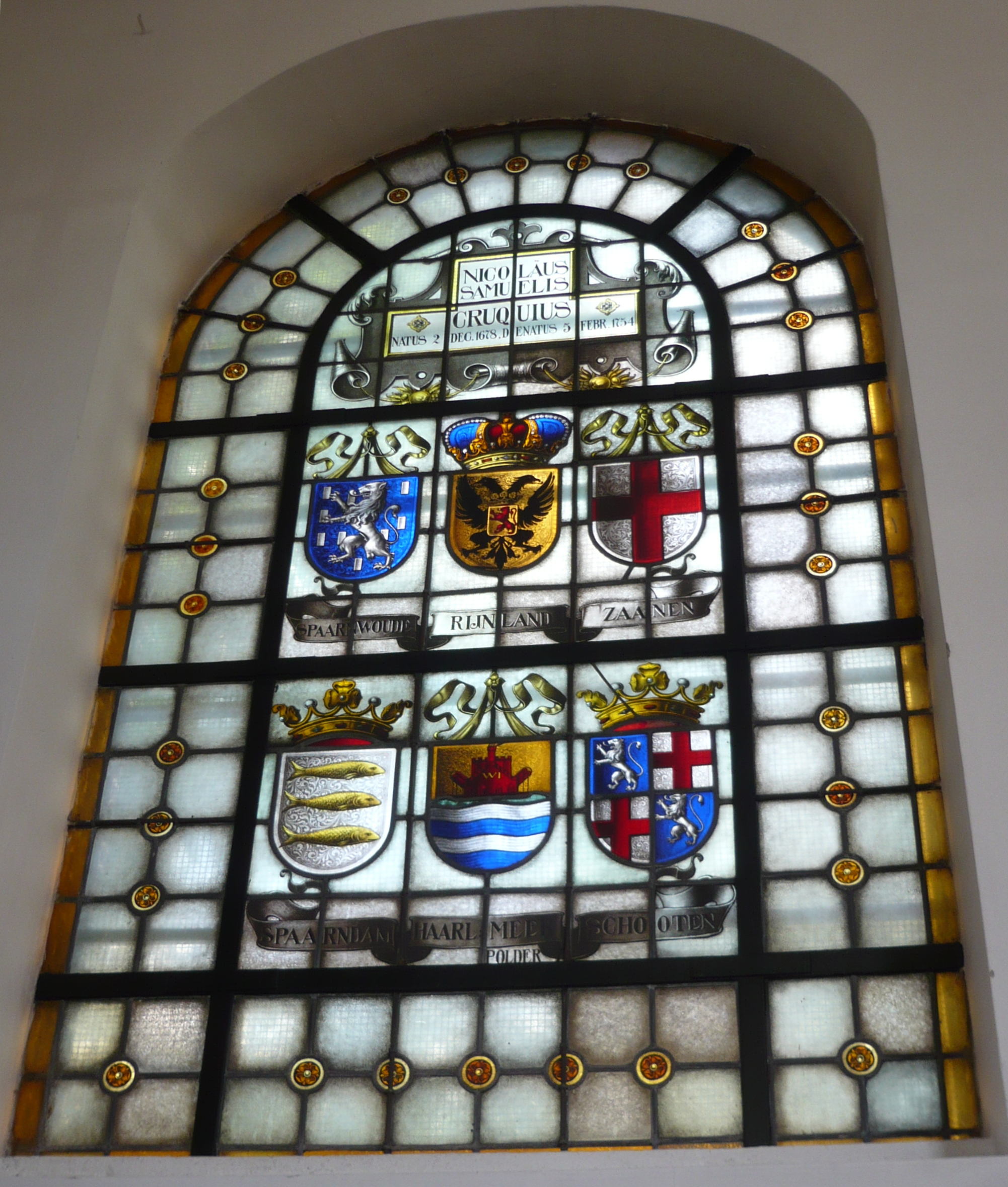
Gedenkraam voor Cruquius